# Kolbengeschwindigkeit
Die Kolbengeschwindigkeit ist die Geschwindigkeit {\displaystyle v}, mit der der Kolben eines Hubkolbenmotors den Weg vom oberen Totpunkt (OT) zum unteren Totpunkt (UT) oder umgekehrt, zurücklegt.

## Berechnete Kolbengeschwindigkeit
Mithilfe der zeitlichen Ableitung lässt sich in Abhängigkeit vom Kurbelwinkel aus der Bewegungsgleichung des Kurbeltriebs zusammen mit der Winkelgeschwindigkeit die Kolbengeschwindigkeit {\displaystyle {\dot {s}}_{\alpha }} berechnen:
{\displaystyle {\dot {s}}_{\alpha }={\frac {\mathrm {d} s_{\alpha }}{\mathrm {d} t}}={\frac {\mathrm {d} s_{\alpha }}{\mathrm {d} \alpha }}\cdot {\frac {\mathrm {d} \alpha }{\mathrm {d} t}}}
{\displaystyle {\frac {\mathrm {d} \alpha }{\mathrm {d} t}}=\omega =2\cdot \pi \cdot n}
{\displaystyle \Rightarrow {\dot {s}}_{\alpha }={\frac {\mathrm {d} s_{\alpha }}{\mathrm {d} \alpha }}\cdot 2\cdot \pi \cdot n}
Man erkennt, dass die lineare Bewegung des Kolbens an die rotierende Bewegung der Kurbelwelle gekoppelt ist. Deswegen ergibt sich abhängig vom Pleuelverhältnis {\displaystyle \lambda _{s}} ein ungefähr sinusförmiger Verlauf der Kolbengeschwindigkeit bei jedem Hub. Die Bewegung weicht von einer reinen Sinuskurve ab, da sie mit weiteren Bewegungen mit jeweils der doppelten Frequenz überlagert wird. Nun lässt sich die Kolbengeschwindigkeit ungefähr annähern:
{\displaystyle {\dot {s}}_{\alpha }\approx 2\cdot \pi \cdot n\cdot r\cdot {\bigg (}\sin(\alpha )+2^{-1}\cdot \lambda _{s}\cdot \sin(2\alpha ){\bigg )}}
mit
{\displaystyle {\dot {s}}_{\alpha }}: Kolbengeschwindigkeit
{\displaystyle s}: Kolbenhub
{\displaystyle \alpha }: Kurbelwinkel
{\displaystyle n}: Kurbelwellendrehzahl
{\displaystyle \omega }: Winkelgeschwindigkeit der Kurbelwelle
{\displaystyle \lambda _{s}}: Pleuelverhältnis
{\displaystyle r}: Kurbelradius
Um verschiedene Triebwerke miteinander vergleichen zu können, wird in der Regel nicht die Kolbengeschwindigkeit, sondern die Vergleichsgröße mittlere Kolbengeschwindigkeit {\displaystyle c_{m}} herangezogen.

### Berechnete mittlere Kolbengeschwindigkeit
Die gerechnete mittlere Kolbengeschwindigkeit unterstellt eine über den Hub konstante Geschwindigkeit, sie ist daher nur ein Vergleichskriterium und berechnet sich im Internationalen Einheitensystem wie folgt:
{\displaystyle c_{m}=2\cdot n\cdot s}
oder in üblichen Einheiten:
{\displaystyle c_{m}={\frac {n_{\text{min}}\cdot s_{\text{mm}}}{30000}}}
mit
{\displaystyle n_{\text{min}}} = Motordrehzahl in 1/min
{\displaystyle s_{\text{mm}}} = Kolbenhub in mm

### Berechnete maximale Kolbengeschwindigkeit
Das Maximum der gerechneten Kolbengeschwindigkeit {\displaystyle c_{\text{max}}} wird z. B. für {\displaystyle \lambda _{s}=0{,}25} bei einem Kurbelwinkel von etwa 76° erreicht und beträgt etwa 1,6-mal die mittlere Kolbengeschwindigkeit.
Die maximale Kolbengeschwindigkeit lässt sich für eine unendlich lange Pleuelstange (für {\displaystyle \lambda _{s}=0} beträgt {\displaystyle k_{\lambda _{s}}=1{,}00}) vereinfacht durch die Formel {\displaystyle c_{\text{max}}=\omega r} annähern. Die Pleuelstangenlänge ist jedoch begrenzt, weshalb ein Korrekturfaktor {\displaystyle k_{\lambda _{s}}} berücksichtigt werden muss. Er steigt mit größer werdendem Pleuelverhältnis. Für {\displaystyle \lambda _{s}=0{,}4} beträgt {\displaystyle k_{\lambda _{s}}=1{,}08}. Mit dem Korrekturfaktor errechnet sich die maximale Kolbengeschwindigkeit mit {\displaystyle c_{\text{max}}=\omega rk_{\lambda _{s}}}.

## Gemessene Kolbengeschwindigkeit

Kolbengeschwindigkeit bei Verbrennungsmotoren

In der Praxis gilt die mittlere Kolbengeschwindigkeit wie oben angegeben für alle Kolbenmotoren. Die Größe dieser Zahl ist bei Langhuber-Motoren ähnlich wie bei Kurzhuber-Motoren. Ebenfalls kaum Unterschiede gibt es zwischen Zweitakt- und Viertaktmotoren wie auch bei Otto- und Dieselmotoren. Sogar die kleinen Benzin-, Methanol- und Nitromethanmotoren in Modellflugzeugen weisen ähnliche Kolbengeschwindigkeiten auf wie große Dieselmotoren. Der Standardwert für die mittlere Kolbengeschwindigkeit (höchstes Drehmoment) liegt bei Großserienmotoren zwischen 10 und 15 m/s.
In der Praxis wird die maximale Kolbengeschwindigkeit (höchste Leistung) im Wesentlichen begrenzt durch das Schmieröl, die Werkstoffpaarung von Kolben und Zylinder und die thermische Belastung von Kolben und Zylinder (Leistung), weshalb die Kolbengeschwindigkeit nur bei Rennsportmotoren – zu Lasten der Lebensdauer – 20 m/s überschreitet.